# Phytocoris candidus
Phytocoris candidus är en insektsart som först beskrevs av Van Duzee 1918.  Phytocoris candidus ingår i släktet Phytocoris och familjen ängsskinnbaggar. Inga underarter finns listade i Catalogue of Life.